# Giải quần vợt Mỹ Mở rộng 2022 - Đôi xe lăn quad
Sam Schröder và Niels Vink là đương kim vô địch và bảo vệ thành công danh hiệu, đánh bại Robert Shaw và David Wagner trong trận chung kết, 6–1, 6–2.

## Hạt giống
1. Sam Schröder /  Niels Vink (Vô địch)
2. Robert Shaw /  David Wagner (Chung kết)

## Kết quả

### Từ viết tắt
| - Q = Vòng loại - WC = Đặc cách - LL = Thua cuộc may mắn - Alt = Thay thế - SE = Miễn đặc biệt | - PR = Bảo toàn thứ hạng - w/o = Thắng nhờ đối thủ rút lui trước trận đấu - r = Bỏ cuộc giữa trận đấu - d = Bị xử thua - SR = Xếp hạng đặc biệt |

### Chung kết
|  | Bán kết | Bán kết                       | Bán kết | Bán kết                  | Bán kết |                         |   | Chung kết | Chung kết | Chung kết | Chung kết | Chung kết |  |
|  |         |                               |         |                          |         |                         |   |           |           |           |           |           |  |
|  | 1       | Sam Schröder Niels Vink       | 78      | 7                        |         |                         |   |           |           |           |           |           |  |
|  | 1       | Sam Schröder Niels Vink       | 78      | 7                        |         |                         |   |           |           |           |           |           |  |
|  |         | Donald Ramphadi Koji Sugeno   | 6       | 65                       |         |                         |   |           |           |           |           |           |  |
|  |         | Donald Ramphadi Koji Sugeno   | 6       | 65                       | 1       | Sam Schröder Niels Vink | 6 | 6         |           |           |           |           |  |
|  |         |                               |         |                          |         | Sam Schröder Niels Vink | 6 | 6         |           |           |           |           |  |
|  |         |                               | 2       | Robert Shaw David Wagner | 1       | 2                       |   |           |           |           |           |           |  |
|  |         | Heath Davidson Andy Lapthorne | 2       | Robert Shaw David Wagner | 1       | 2                       | 1 | 1         |           |           |           |           |  |
|  |         |                               |         |                          |         |                         |   | 1         |           |           |           |           |  |
|  | 2       | Robert Shaw David Wagner      | 6       | 6                        |         |                         |   |           |           |           |           |           |  |